# Eduard Petiška
Eduard Petiška (14. května 1924 Praha – 6. června 1987 Mariánské Lázně) byl český spisovatel, je autorem více než devadesáti titulů. Jeho knihy byly přeloženy do několika desítek jazyků a staly se populární i v zahraničí. Celkové prodeje jeho děl přesáhly hranici osmnácti milionů kusů. Mezi jeho nejznámější díla patří Staré řecké báje a pověsti a příběhy o Krtkovi. Eduard Petiška je otec spisovatele Martina Petišky.
Petiška zasáhl do mnoha žánrů jako básník, romanopisec, povídkář, novelista, autor knih pro děti a mládež, dramatik, teoretik dětské literatury a překladatel. Od roku 2013 vycházejí jeho díla také v elektronické podobě v edici sebraných spisů Eduarda Petišky, z nichž jsou některá k dispozici zdarma ke stažení a řadí se k nejstahovanějším českým e-knihám. Jeho dílo bylo vyznamenáno řadou cen, byla po něm nazvána planetka.

## Rodina
Pocházel z rodiny s bohatou kulturní tradicí. Od dětství používal dva mateřské jazyky, češtinu a němčinu. To mu umožnilo, v letech zákazu publikování, vytvořit rozsáhlé překladatelské dílo.
Jeho otec František Petíška (1883 Praha) byl (stejně jako jeho dědeček Václav) poštovním úředníkem v Praze. Prošel první světovou válkou, v níž léta strávil v Rusku, uměl krásně vyprávět a byl velkým čtenářem i milovníkem knih. Byl spolužákem Jaroslava Haška, se kterým sedal v lavici (Hašek použil Petiškovo jméno do svého díla). Později pracoval v Dělnické úrazové pojišťovně spolu s Franzem Kafkou a účastnil se předčítání Kafkových prací v kroužku jeho prvních posluchačů.
Matka Adéla, rozená Adeline Winandt (1892 Berlín), provozovala v Praze na Novém Městě v ulici Na rybníčku čp. 1640/II obchod s konfekcí poté, co se ve dvaceti letech vzdala zamýšlené dráhy operní pěvkyně. Ze strany jejího rodu zřejmě přešly umělecké sklony i na syna. Psala verše i prózu. Její otec Franz byl litografem v Berlíně a jeho dědeček pocházel ze staré nizozemsko-německé malířské rodiny; matka (Eduardova babička) Františka Fanny, rozená Pitsch se narodila roku 1864 v Berlíně do německé rodiny, jako vdova se třemi dcerami je doložena od roku 1912 na Smíchově. Dědeček Franz jako litograf (grafik) působil v různých zemích. V rodině byla řada malířů, zdobili např. freskami i severočeské kostely, strýc Oskar Winandt odešel do cizinecké legie.[zdroj?]
Otcova rodina pocházela z Českého ráje, někteří působili jako správci zámků (Sychrov a Hrubá Skála) šlechtického rodu Rohanů, s nimiž udržovali dobré vztahy, což zavdalo příčiny k nepodloženým domněnkám o možném příbuzenství.
Celá rodina byla hudebně nadaná, jak jeho matka, tak on sám měli absolutní hudební sluch, a nebýt druhé světové války, byl by z něj nejspíše herec nebo operní zpěvák, neboť složil již zkoušky na konzervatoř. Nenastoupil na ni kvůli nacistické okupaci a byl pracovně nasazen jako soustružník v čelákovické Volmanově továrně.[zdroj?]
Mladší bratr František Petiška byl literárně činný při svém lékařském povolání, psal povídky i verše pod pseudonymem František Vinant a po deset sezón vystupoval v Divadle Járy Cimrmana. Jeho předčasná smrt v roce 1980 je reflektována ve filmu Nejistá sezóna.

## Život

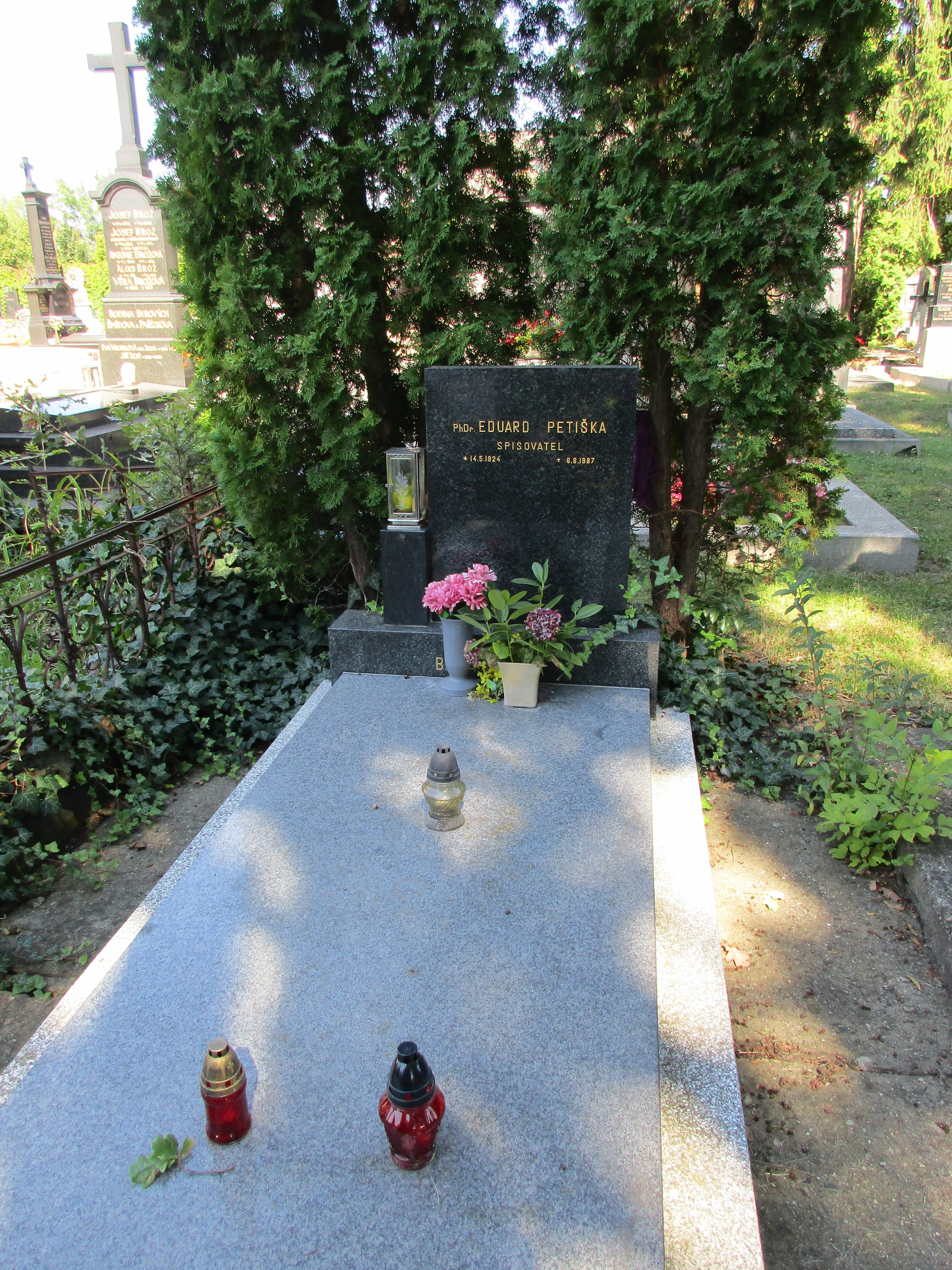
Hrob Eduarda Petišky na hřbitově v Brandýse nad Labem

Od dětství jej lákaly příběhy a osudy. Nejprve byl posluchačem (z vyprávění jeho babičky vznikla později jeho známá kniha Sedmikráska, obsáhlá sbírka německých pohádek), později byl velkým čtenářem. A už ve svém dětství začal s literárními pokusy.
Po roce 1945 nastoupil na Filozofickou fakultu Univerzity Karlovy, kde vystudoval srovnávací literaturu u profesora Václava Černého, spolu s germanistikou, navštěvoval však i jiné přednášky – např. u profesora Jana Mukařovského z estetiky, profesora Karla Chotka z národopisu, profesora J. B. Čapka. Navštěvoval i přednášky z medicíny a dalších oborů.
Po osvobození se okamžitě zapojil i do kulturního života, nejprve, ještě za svých studentských let, jako básník. Začal publikovat v oblasti prózy, poezie, psát do novin, překládat, byl aktivní v Umělecké besedě, přátelil se s dalšími umělci, spolupracoval s filmem a rozhlasem.
Vedle toho se zapojil do společenského života jako aktivní člen Syndikátu českých spisovatelů. S Konstantinem Bieblem plánoval natáčení „filmových básní“, jakýchsi předchůdců dnešních videoklipů, psal také do dětských časopisů i do novin.
Tyto aktivity byly po Únoru 1948, tedy v jeho čtyřiadvaceti letech, náhle přetrženy. V roce 1948 se oženil, manželka Alena (za svobodna Štědrá) byla učitelka, pocházela ze starého učitelského rodu, byla mu do konce života velkou oporou a spolupracovnicí, vytvářela harmonické prostředí, ve kterém mohlo jeho dílo vzniknout. O svém životě napsala vzpomínky, které jsou volně k dispozici na Wikimedia Commons.
Jejich syn, spisovatel Martin Petiška, byl otci častou inspirací a je dohledatelný i v jeho díle (Martínkova čítanka, Jak se Martínek ztratil).
Měl řadu významných přátel v uměleckých kruzích, zvláště se stýkal s umělci, kteří byli v padesátých letech, stejně jako on, na okraji společenského postavení. Např. spisovatelé Jaroslav Seifert, František Hrubín, Bohumil Hrabal, Emanuel Frynta a mnozí další. Z malířů především Jiří Kolář, Kamil Lhoták, Zdeněk Miler, Karel Teissig, Vladimír Komárek, Zdeněk Sklenář, Vilém Plocek, kteří ilustrovali jeho knihy, dále Cyril Bouda, Helena Zmatlíková a další.
V padesátých letech vznikl v jeho bytě v Brandýse nad Labem neoficiální klub, kde se jeho přátelé stýkali, četli si své práce a mohli se navzájem seznamovat s novými cestami moderního umění. Jako nekomunista měl uzavřenou cestu k významným funkcím, o to více měl otevřenou cestu k práci.
Je pohřben na hřbitově v Brandýse nad Labem.
V roce 2016 mu městská část Praha 5 udělila čestné občanství in memoriam.

## Tvorba
V období padesátých let, kdy nemohl vydávat pro dospělé, se přeorientoval na tvorbu pro děti, ve které pokračoval až do konce svého života – O jabloňce, O dětech a zvířátkách, Pohádkový dědeček, Jak krtek ke kalhotkám přišel, Krtek a autíčko, Birlibán, Martínkova čítanka. Tvořil i pro mládež – Staré řecké báje a pověsti, Příběhy, na které svítilo slunce, Příběhy tisíce a jedné noci, Čtení o hradech, zámcích a městech. Petiškova „rozsáhlá tvorba básnická i prozaická se svojí nadčasovou kvalitou řadí k předním dílům české literatury 2. poloviny 20. století, a dočkala se řady vydání i překladů do světových jazyků.“
Právě v těchto oblastech se stal jedním z nejznámějších a nejvýznamnějších autorů české literatury a získal si i široký mezinárodní ohlas.
Postupně ale zasáhl svým dílem i do dalších kategorií ve kterých byl oceňován už za svého života. Jako (výběr děl):
- básník – Okamžiky, Na prázdná místa, Ovidiova rodina, Podzimní deník
- romanopisec – Než uzrají muži, Soudce Knorr, Průvodce mladého muže manželstvím, Srdce, ve kterém bydlím
- novelista – Malá podmínka štěstí, Cesta do země Lidivoni, Atlantic, Kamej, Proměny Jakuba Vinanta
- povídkář – Svatební noci, Nejlepší život, Svět plný lásky, Třicet manželek a jiné lásky
- esejista – Malá cesta k velkým dětem, Světadíl dětství
- zamyšlení, úvahy a aforismy – Věty o životě, štěstí a naději, Jarní věty, Podzimní věty
- dramatik – Loupežnice
- významný editor – A. V. Šmilovský, Viktor Dyk, Emanuel Frynta, František Hrubín, Zlatý věnec – výbor z dětské četby minulých pokolení, Nový zlatý věnec, Deset německých novel
- germanista – Čtení o J. W. Goethovi, Goethe v Čechách a Čechy v Goethovi
- překladatel – Gotthold Ephraim Lessing, Johann Wolfgang von Goethe, Heinrich Heine, Günter Grass, životopis amerického prezidenta Roosevelta od Emila Ludwiga.[22]

Patřil tak mezi autory, kteří obsáhli svým dílem různé literární žánry a psali pro všechny věkové kategorie a ve svých dílech dosáhli pozoruhodného ohlasu.
Na konci své umělecké dráhy byl při autogramiádách obklopen dlouhým zástupem čtenářů, kteří si nechávali někdy zapisovat do knih už třetí věnování – první napsal před lety babičce, druhé její dceři a nyní stála u jeho stolku vnučka, která žádala o třetí věnování do své oblíbené knížky.

### Báje a pověsti

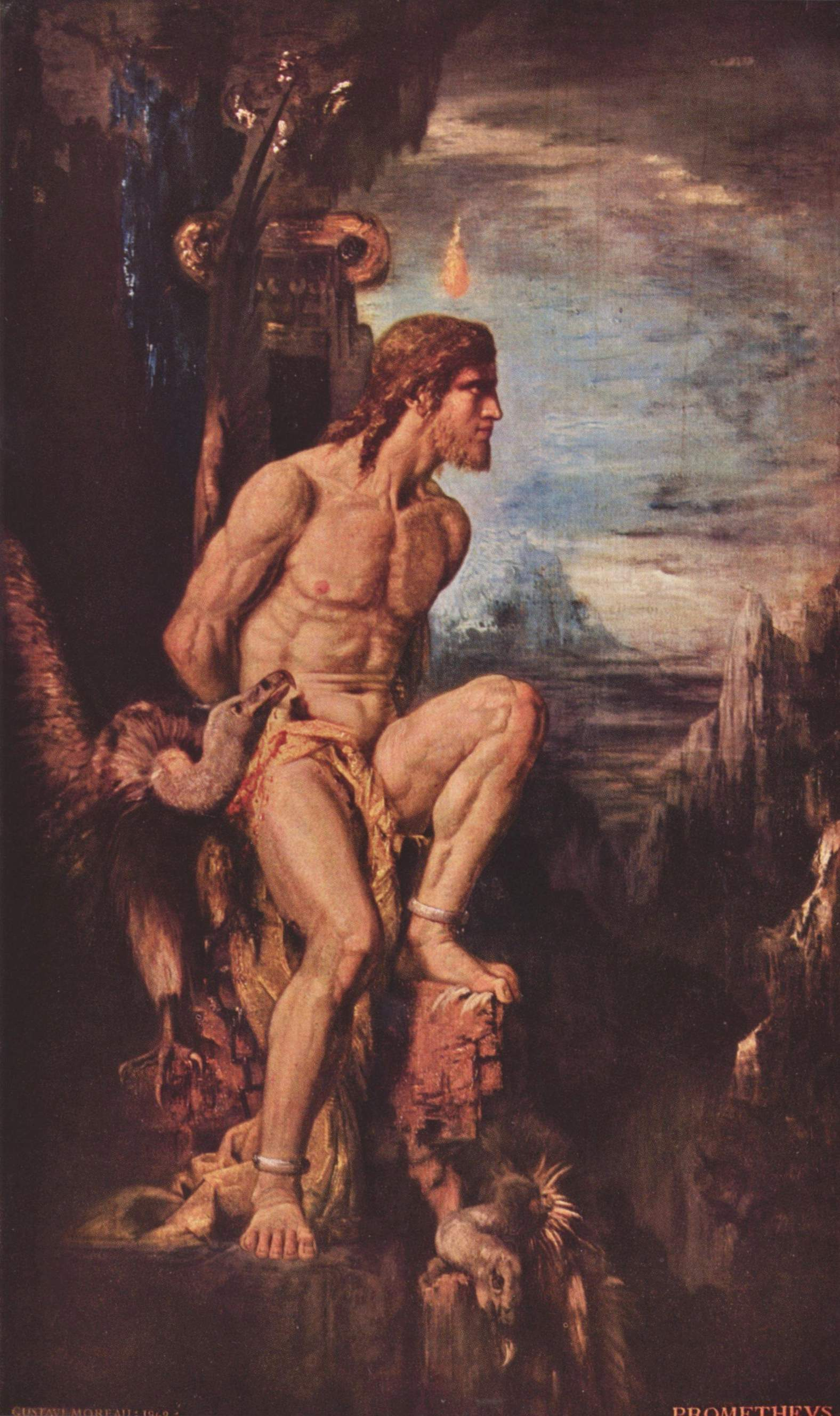
Prométheus, ilustrace Gustave Moreau

Petiška se zabýval mytologií a kulturou starověkých národů i českými dějinami. Jeho převyprávění jsou zasazená do širšího vzdělávacího rámce, nezaměřují se na pouhou deskripci, nalézáme zde patrnou snahu o vylíčení životních postojů a charakterových rysů lidské přirozenosti, které zůstávají stejné napříč dějinami i kulturami. V dávných pravdách a lžích se reflektují a vybarvují i ty současné.

#### Staré řecké báje a pověsti
Jde pravděpodobně o jeho nejznámější knihu. Autor, který v začátcích komunistické totality nevěřil, že se mu ještě v životě podaří vydat knihu pro dospělé, ji proto pojal, jak později sděloval, jako „román o životě v Čechách“, o českých zoufalstvích a nadějích, tedy jako klíčový román, kde jednotliví bozi představovali jednotlivé politiky a postoje.
V tomto archetypickém pojetí antické látky zřejmě spočívá její mezinárodní úspěch, není to jen převyprávění antických mýtů, je to jednolitá zpráva o lidském životě a charakteru, tato zpráva je srozumitelná ve všech jazycích, do kterých kniha byla přeložena a vydávána (v němčině, angličtině, italštině, nizozemštině, finštině, ruštině, maďarštině, estonštině atd.). Jen ve Francii dosáhla pětadvaceti vydání do roku 2011 a stala se školní četbou. V České republice se dlouhodobě řadí k nejprodávanějším a nejpůjčovanějším knihám vůbec. V současné době je vydávána v tištěné podobě s původními ilustracemi Václava Fialy a v elektronické podobě.
Autorovo dílo se dělí už před knihou Staré řecké báje a pověsti do dvou základních větví: do literatury pro dospělé a do literatury pro děti a mládež, z nich se každý směr opět dělí na další odvětví, pokrývá se tak celý úsek čtenářského věku, čtenářských zájmů.
Dá se říci, že Staré řecké báje a pověsti jsou úhelným kamenem jeho tvorby. Z titulu, o který jiní autoři neprojevili zájem, protože se jim zdál příliš pracný a bezvýznamný, se stal základní bod, z něhož vyšel na svou literární dráhu, na které se stal oblíbeným vypravěčem. Jak pro děti, tak pro dospělé, vyprávěl o tísni i radosti, věrnosti i zradách, o marnosti i možném naplnění času, jaký je člověku na jeho životní pouti (zdánlivě krátké, ve skutečnosti plné možností) přisouzen.

#### Staré mezopotámské báje a pověsti
Obsahují čtyři základní mezopotámské příběhy, které byly klíčové pro utváření kultury mezopotámské, ale jejím prostřednictvím i řady dalších. V tištěné podobě vychází, spolu se starými egyptskými bájemi a pověstmi a s Příběhy starého Izraele, v souborném vydání pod názvem Příběhy, na které svítilo slunce. V elektronické podobě vychází v souborném vydání pod názvem Starověké báje a pověsti.

#### Staré egyptské báje a pověsti

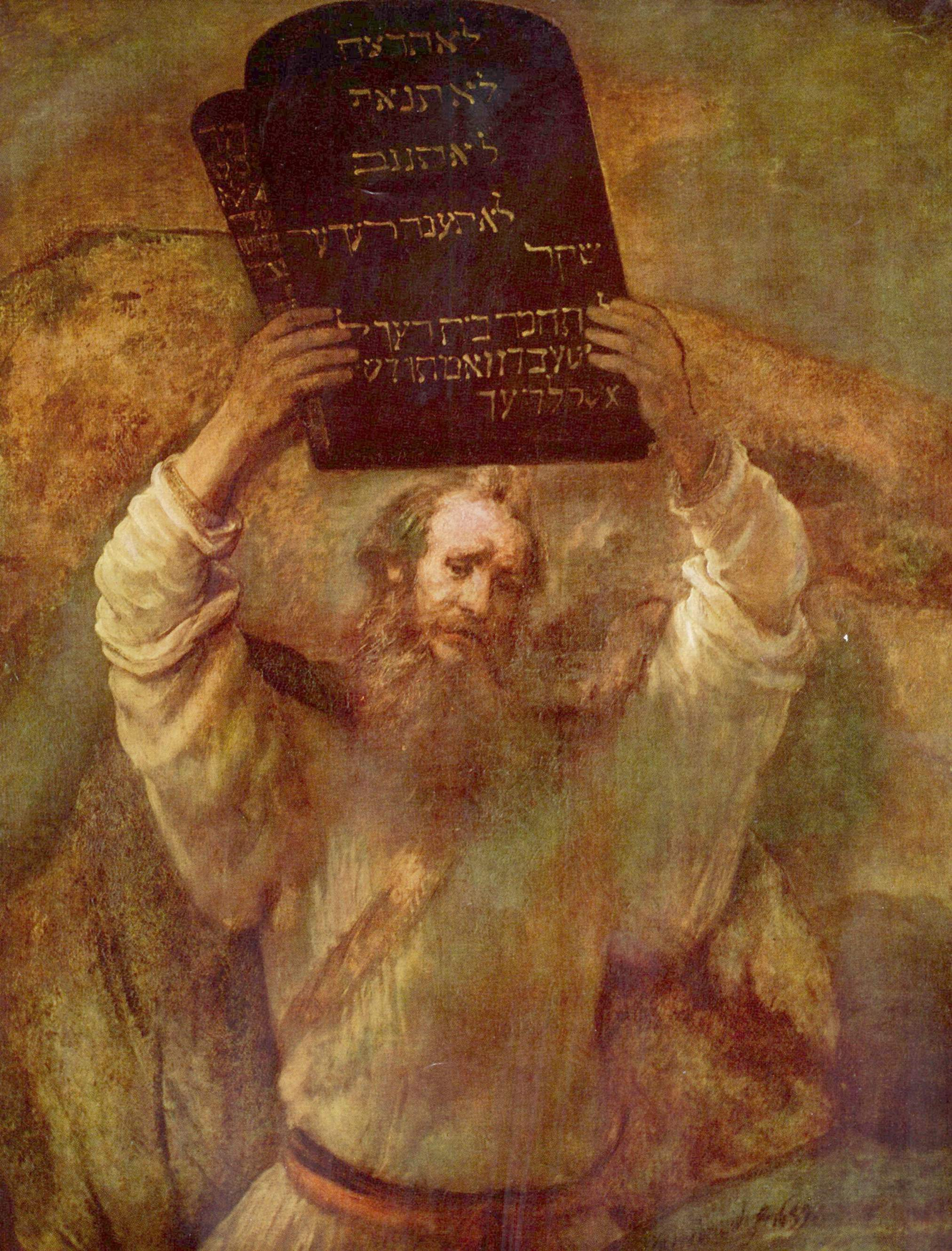
Bez znalosti starých bájí není možné pochopit vývoj evropského umění a kultury, která je na nich založena. Rembrandtův obraz Mojžíše z r. 1659.

Ve starých egyptských bájích a pověstech se vracíme po stupních staletí zpátky do dob před několika tisíci lety, kdy staří Egypťané uctívali boha slunce, ale také do doby počátků velkolepého stavitelského umění, řemesel a do doby počátků lékařské vědy a astronomie, k pramenům lidské vzdělanosti.
Obsahuje převyprávění vůbec nejstarších bájí a pověstí, které se zrodily v Říši na Nilu. Vybrané desatero příběhů představuje úvod do egyptské mytologie. V tištěné podobě vychází, spolu se starými mezopotámskými bájemi a pověstmi a s Příběhy starého Izraele, v souborném vydání pod názvem Příběhy, na které svítilo slunce. V elektronické podobě vychází v souborném vydání, spolu se Starými mezopotámskými bájemi a pověstmi a Příběhy starého Izraele, pod názvem Starověké báje a pověsti.

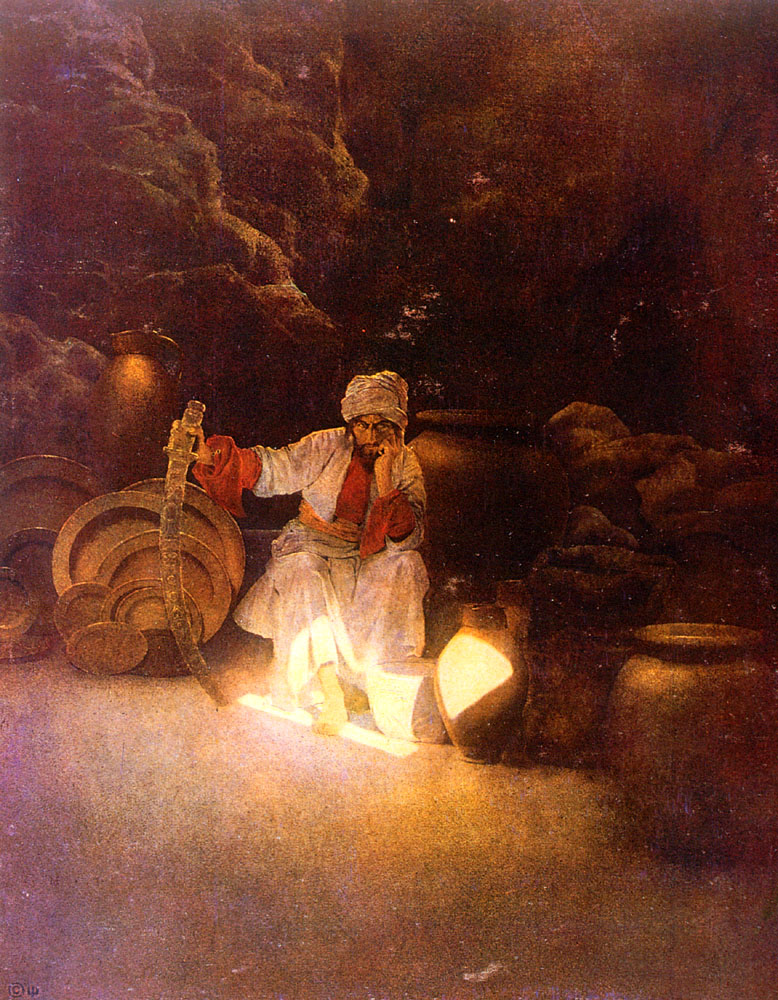
Alí Baba, Maxfield Parrish (1909).

#### Příběhy starého Izraele
Ve čtrnácti příbězích starého Izraele předkládá ve čtrnácti kapitolách starozákonní židovský výklad dějin izraelského národa. Je zachycen od stvoření světa Jahvem (židovskou podobou Hospodina) přes vyvedení Izraelitů z Egypta a stavbu Jeruzalému až po babylonské zajetí Židů. V tištěné podobě vychází, spolu se Starými mezopotámskými bájemi a pověstmi a s Příběhy starého Izraele, v souborném vydání pod názvem Příběhy, na které svítilo slunce. Vyšla také samostatně pod názvem Příběhy starého Izraele. V elektronické podobě vychází v souborném vydání, spolu se Starými mezopotámskými bájemi a pověstmi a Starými egyptskými bájemi a pověstmi, pod názvem Starověké báje a pověsti.

#### Příběhy tisíce a jedné noci
Specifické zpracování Tisíce a jedné noci středověké arabské anonymní sbírky lidových pohádek, bajek, anekdot a dalších příběhů.

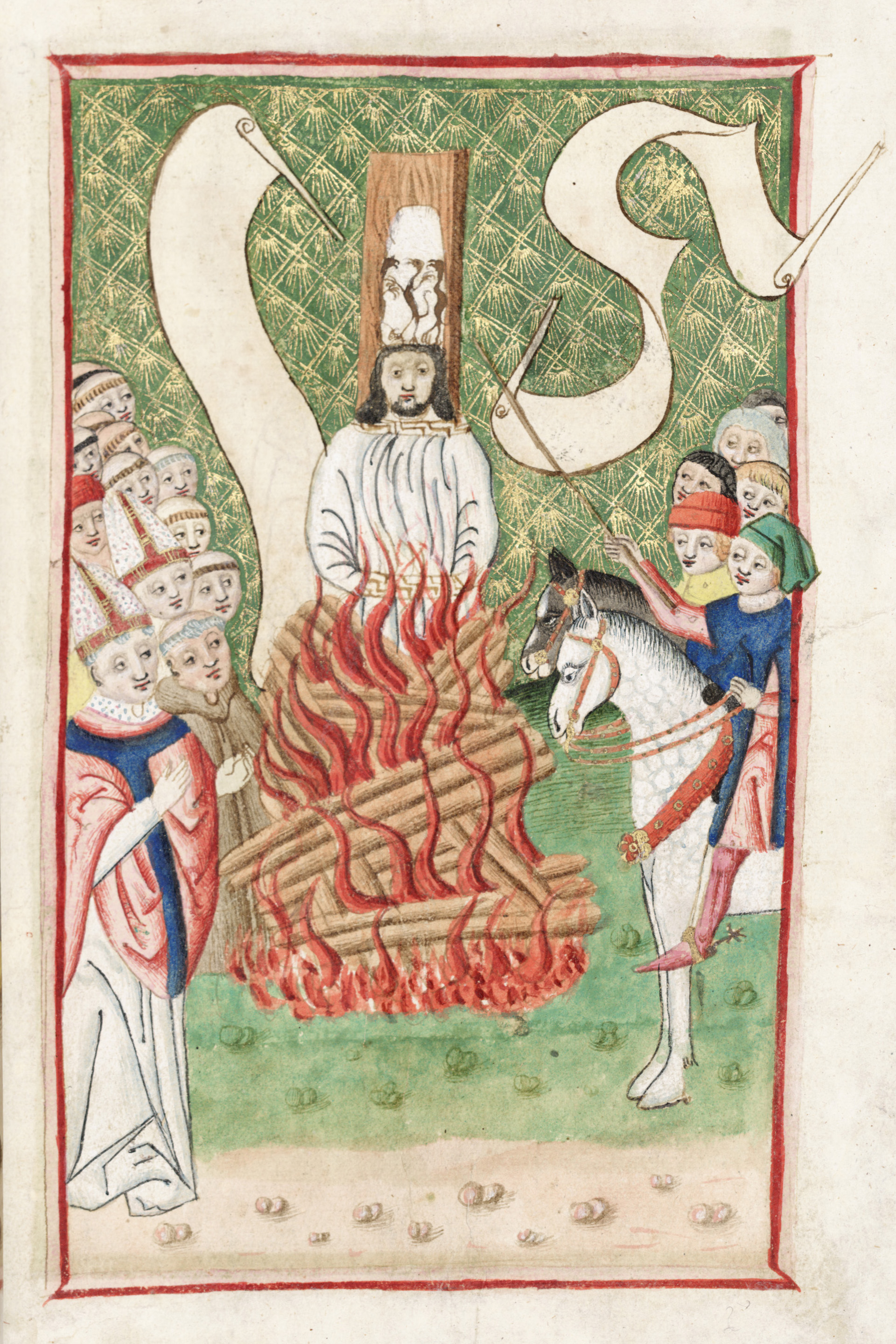
Jan Hus na hranici. Znalost historie nám ukazuje, že smrt jedince nemusí znamenat smrt jeho ideálů.

#### Staré české báje a pověsti
Nové převyprávění českých dějin. Vychází také pod názvem Čtení o hradech a pod názvem Čtení o hradech, zámcích a městech, atd.

#### Báje dvacátého století
Jedná se o soubor povídek i o jedno z posledních autorových děl, zaměřené na lidské osudy a příběhy, v různých dějinných i kulturních etapách; které, i přes různost prostředí, zůstávají v jádru podobné, ponořují se do nitra individuálního světa a hledají smysl lidského putování. Příběhy se odehrávají ve dvacátém století a jsou zaměřené na dospělé čtenáře. V tištěné podobě vyšlo pod názvem O motýlu, který zpíval: Báje dvacátého století.

### Reflexe Petiškova významu po roce 1987

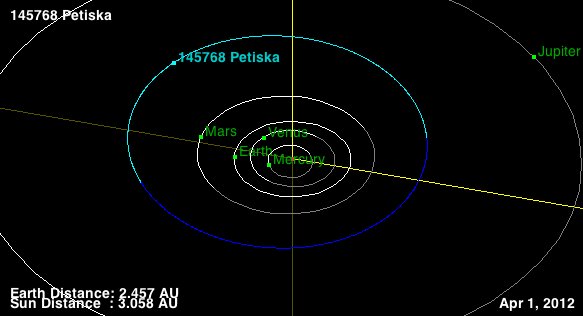
Planetka Petiška

Zemřel náhle, tak jak o tom psal v jedné ze svých básní (Jak by chtěl básník zemřít), během každoročního léčebného pobytu v Mariánských Lázních, 6. června roku 1987. Na domě č. p. 5 v Karlovarské ulici, ve kterém v Mariánských Lázních pobýval, je nyní umístěna pamětní deska s jeho portrétem sochaře Reona Argondiana.
Na devadesát svazků literárního díla, které zanechal, zůstává z podstatné části stále živé, vychází stále znovu v tištěné i elektronické podobě a je vydáváno v mnoha překladech, jeho texty vyšly ve třiceti jazycích, mj. čínsky, japonsky, arabsky, vietnamsky… Bližší přehled původních i přeložených děl je uveden v knize „Eduard Petiška. Bibliografie“, kterou zpracovala Věra Vladyková, vydané ve dvou vydáních nakladatelstvím Odeon v roce 1999 a dostupné on-line.
Po sametové revoluci bylo jeho dílo vyznamenáno řadou cen, mimo jiné Platinovou knihou, cenou Rudolfa II. a medailí Franze Kafky. Na jeho počest byla nazvána planetka, městská knihovna v Brandýse nad Labem nese jeho jméno, byly po něm pojmenovány ulice, každoročně je udělována Cena Eduarda Petišky.
V roce 2014 se u příležitosti 90. výročí autorova narození uskutečnilo několik akcí na jeho připomínku, např. Rok Eduarda Petišky.
V roce 2016 mu bylo uděleno čestné občanství Prahy 5 in memoriam.
V roce 2017 byla ku příležitosti 30 let od jeho úmrtí uspořádána výstava Eduard Petiška známý – neznámý.
V roce 2018 byl v anketě v rámci oslav 100 let vzniku České republiky vybrán občany v Brandýse nad Labem jako největší osobnost v historii města.
V roce 2019 mu byla na hradě Valdštejn odhalena pamětní deska, připomíná ho i deska na Hrubé Skále. V Českém ráji připomíná autorovy pobyty také pamětní deska na Šteklově hotelu na Hrubé Skále.
V roce 2020 byl zapsán do České databanky rekordů za nejvíce dedikací autorských knih milované osobě. Eduardu Petiškovi byly také odhaleny pamětní desky v Rakousku a Itálii. O jeho životě byly natočeny tři dokumentární filmy s využitím původních záběrů, které Petiška v padesátých letech dvacátého století natáčel a v nichž o autorovi hovoří jeho syn Martin Petiška.

## Dílo

### Beletrie
- Oči vzlétajícího času (BB 1946)
- Alenka jde spát (leporelo, 1947)
- Pražské orchestry (BB 1947)
- Pohádky pro nejmenší (BB 1948, pod pseudonymem Petřík)
- Sedm Mamlasů (P pro děti, 1948)
- Jede traktor, jede… (B pro děti, 1949)
- Slunce (BB 1949)
- O jabloňce (leporelo, 1954)
- O dětech a zvířátkách (PP pro děti, 1955)
- Jak se Martínek ztratil (PP pro děti, 1956)
- Kam se schoval nůž (leporelo, 1957)
- Okamžiky (BB 1957)
- Pohádkový dědeček (PP pro děti, 1958)
- Staré řecké báje a pověsti (zpracování pro mládež, 1958; rozšířeno 1964)
- Děvčata a řeka (R pro mládež, 1959)
- Birlibán (P pro děti, 1959)
- Jak krtek ke kalhotkám přišel (P pro děti, 1960)
- Než uzrají muži (R 1960)
- Sedmikráska (převyprávění německých pohádek, 1960; rozšířeno 1984)
- Mezi dvěma řekami. Návštěva v Polabí (P pro ml., 1960)
- A Midsummer Night’s Dream (angličtina, text k fotografiím z Trnkova filmu Sen noci svatojánské, pro děti, 1960, překlad J. Layton, též německy a francouzsky)
- Birlibán jde do školy (P pro děti, 1962)
- Čekám na tebe (BB 1962)
- Pomerančové šaty (R 1962)
- Hotel pro cizince (PP 1964)
- Na prázdná místa (BB 1964)
- Příběhy, na které svítilo slunce (převyprávění pro mládež, 1967; 1. část samostatně s titulem Báje a pověsti starého Egypta a Mezopotámie, 1979; 2. část samostatně s titulem Příběhy starého Izraele, 1990)
- Soudce Knorr (R 1967)
- Ovidiova rodina (BB 1968)
- Hrdinův pátek (R 1968)
- Golem a jiné židovské pověsti a pohádky ze staré Prahy (převyprávění pro mládež, 1968)
- Louskáček (pohádka, anglicky s titulem The Nutcracker 1968, též německy a francouzsky; česky: 1969, pod pseudonymem František Petřík)
- Příběhy tisíce a jedné noci (převyprávění, 1971)
- Čtení o hradech (PP pro mládež, 1971; společně se Čtením o zámcích a městech s titulem Čtení o hradech, zámcích a městech, 1984; s titulem Z pokladnice příběhů Království českého, 1994)
- Martínkovy pohádky (1971)
- Martínkova čítanka (pohádky a PP pro děti, 1971; rozšířeno s titulem Martínkova čítanka a dvě klubíčka pohádek, 1977)
- Prométheova paměť (BB 1971)
- Svatební noci (PP 1972)
- Stříbrné dobrodružství (P pro děti, 1973)
- Nejlepší život (PP 1973)
- Byl jednou jeden krtek (pohádky, 1974; zde: Jak krtek ke kalhotkám přišel, Krtek a autíčko, ilustrace Zdeněk Miler)
- Už si čtu pohádky (1974)
- Pověst o domově (P 1974)
- Půjdeme si pro pohádku (1975)
- Štěstí, noc a hvězdy (R 1975);
- Loupežnice (D, rozmnož., 1976, i prem.)
- Helenka a Princezna (P pro děti, 1977)
- Báje a pověsti starého Egypta a Mezopotámie (1979, 1. část knihy Příběhy, na které svítilo slunce);
- Čtení o zámcích a městech (PP pro ml., 1979; společně se Čtením o hradech s titulem Čtení o hradech, zámcích a městech, 1984)
- Svět plný lásky (PP 1979); Bylo jednou jedno loutkové divadlo (pohádky, 1980)
- O ptáku Nohovi (pohádka, 1980)
- Pohyb květin a jiné radosti a potíže (PP 1981)
- Průvodce mladého muže manželstvím (R 1981)
- Alenčina čítanka (pohádky a PP pro děti, 1982)
- Čtení o hradech, zámcích a městech (PP pro mládež, 1984, obsahuje: Čtení o zámcích a městech a Čtení o hradech)
- Míšovo tajemství (P pro děti, 1984)
- O motýlu, který zpíval (PP 1984)
- Anička malířka (P pro děti, 1985)
- Olin a lišky (P pro děti, 1986)
- Anička a básnička (P pro děti, 1987)
- Třicet manželek a jiné lásky (PP 1987)
- Podzimní deník (BB 1989)
- Vůně hvězd (PP autobiograf. pro ml., 1989)
- Příběhy starého Izraele (1990, 2. část knihy Příběhy, na které svítilo slunce)
- Srdce, ve kterém bydlím (R 1990)
- Neviditelná Zuzanka (P pro děti, 1993)
- Anička a flétnička (P pro děti, 1995)
- Krtek a autíčko (pohádka 1997; poprvé v souboru Byl jednou jeden krtek, 1974)
- Věty o lásce a štěstí (aforismy, 1999, ed. E. Martin)
- Cesta do země Lidivoni (P 1999; vydání zastaveno 1968)
- Pohádková babička (PP pro děti, 2001)
- Atlantic (P 2002)
- Kamej (P 2002)
- Krtek a kalhotky (leporelo 2002)
- Proměny Jakuba Vinanta (P 2004)
- Třicet manželek a jiné lásky (PP 2005; původní autorova koncepce)
- O nejbohatším vrabci na světě (P pro děti, 2006)

### Výbory
- Uprostřed (BB 1967)
- Písně pro tebe (BB 1974)
- Večeře s milionáři a jiné události (PP 1979)
- Svatební noci… a jiné lásky (BB, PP 1983)
- Velká cesta k malým dětem (EE 1984, ed. Alena Štědrá)
- Z pokladnice příběhů království českého (1994, ed. Alena Bláhová)
- Dobrodružství malých cestovatelů (PP pro děti, 2003, ed. Alena Peisertová)

### Souborná vydání
- Knihy pro děti a mládež (Albatros, 1968–1974, 6 sv.)

### Překlady
- Emil Ludwig: Roosevelt (1947)
- Georg Büchner: Vojcek (1947, s Rudolfem Vápeníkem)
- Georg Weerth: Písně a satiry (1952, s R. Vápeníkem)
- Heinrich Heine Německo. Zimní pohádka, Atta Troll, Almansor (1953) + Německo. Zimní pohádka (1956; části in H. Heine: Písně a lamentace, 1966, ed. L. Kundera) + Básně (1958)
- Franz Carl Weiskopf: Cesta do Kantonu (1953) + Pokušení (1954)
- Gotthold Ephraim Lessing: Hry, básně, bajky, epigramy (1954, s B. Mathesiem, též ed.) + Moudrý Nathan (rozmnož., 1954)
- Wolfgang Joho: Cesta z osamělosti (1955)
- Friedrich Wolf: Světla nad zákopy (1955, s Helenou Helceletovou)
- Werner Ilberg: Náš Heine (1956)
- Johann Wolfgang von Goethe: Výbor z poezie (1973, s dalšími, též ed.)

### Příspěvky ve sbornících a almanaších
- Malý koncert. Sto nejkrásnějších českých sonetů (1963, ed. František Hrubín)
- Povídka 1962 (1963, ed. K. Drábková)
- Mým snem jsi prošla. Z moderní milostné poezie české (1969, ed. Vladimír Karfík)
- Píseň o rodné zemi. Třicet let české prózy (1975)
- Kavkaz básníků a bájí (1979, ed. Radegast Parolek)
- Anečka iz pervogo A i drugije (Moskva 1983, zde E. Petiška: Serebrjanoje oblako (Stříbrné dobrodružství))
- Vesmír básníka. Sborník k 75. výročí narození národního umělce Františka Hrubína (1985, ed. Zdeněk Heřman)
- Živý proud. Česká povídka 1945–1985 (1986, ed. J. Valouch)
- Ach, ta láska nebeská (1992, 2. rozšíř. vyd., ed. J. Štroblová, Z. Heřman)
- Potrhlá Andula. České moderní pohádky (1996, ed. Jiří Tušl)
- Čítanka plná dobrodružství (1997, ed. Vladislava Jůzlová, Roman Karpaš, O. Škrbel)
- O vodnících a mořských bytostech (2000, ed. Z. Kovaříková)

### Uspořádal a vydal
- Alois Vojtěch Šmilovský: Za ranních červánků a jiné povídky (1953) + Za ranních červánků (1957) + Červený deštník a jiné obrázky (1959)
- Zlatý věnec (1961, s Františkem Hrubínem, Jiřím Kolářem a Emanuelem Fryntou, E. P. též verše k jednotlivým oddílům)
- Deset německých novel (1962)
- Nový zlatý věnec (1967, s dalšími)
- F. Hrubín: Dětem (1974)
- Viktor Dyk: Dobré slovo příštím (1982)

### Záznamy na zvukových nosičích
- Kouzelné pohádky J. Bohdalové 1–3 (MC, 1992, úprava, režie + scénář Ivan Chrz)
- Krtečkova dobrodružství (MC + CD, 2000, úprava Hana Doskočilová, režie Jan Fuchs, vypráví Marek Eben)
- Řecké báje a pověsti 1, 2 (MC + CD; r. + scénář Tomáš Vondrovic, výběr J. Tušl)
- Příběhy starého Izraele (CD, režie Jitka Škápíková, čte Miroslav Táborský)
- Zhudebněné pohádky Eduarda Petišky

## Osobnosti o Eduardu Petiškovi
| „                | Čtu si o hradech, zámcích a městech s velikou radostí! | “ |
| — Rafael Kubelík |                                                        |   |

| „                                    | …děkuju Vám za vše, přátelsky tisknu Vám ruce. Mám Vás rád – tak i tak. Myslím zvláště na Vaše verše, které jsou tak líbezně moudré, plaché i přitom statečné. Jsou tak čisté a věru nemají pranic společného s tou mnohomluvností, která teď zaplňuje celé sloupce... | “ |
| — Jaroslav Seifert (z korespondence) | |   |

#### Knižně
- Eva Doupalová. Slovník sběratelů, vydavatelů a zpracovatelů moravských lidových pověstí. Praha: SPN 1988
- Eduard Petiška. (sborníček k šedesátinám, 1984, ed. Rajka Tognerová, bibliografie Saša Mouchová, 1984)
- Petr Hrtánek: Negativní utopie v české próze druhé poloviny 20. století, Spisy Filozofické fakulty Ostravské univerzity, č. 150 (2004)

#### Studie a články
- Birlibána četl i starosta (večer zaměřený na dílo spisovatele Eduarda Petišky)
- V. Kovářík in Hlasy a tváře (1965)
- J. Grossman: doslov, in E. P., Uprostřed (1967)
- E. Stehlíková: Nad poezií E. P., Zprávy Jednoty klasických filologů, 1973, č. 1
- D. Grozdanovičová: medailon, in E. P., Svatební noci (1974)
- V. Kovářík: Bývaly doby…, in E. P., Martínkova čítanka a dvě klubíčka pohádek (1977, 1981)
- F. Buriánek: Tvůrčí profil E. P., in E. P., Večeře s milionáři a jiné události (1979)
- Š. Vlašín in Na přelomu desetiletí (1985)
- J. Grossman in Analýzy (1991)
- I. Procházková Pověsti a báje v díle Eduarda Petišky (1991)
- M. Suchomel in Co zbylo z recenzenta (1995)
- Z. Kožmín in Studie a kritiky (1995)
- E. Martin: Vydavatelská poznámka in E. P., Příběhy, na které svítilo slunce (1999)
- P. Blažíček: Generace Května v šedesátých letech, ČL 2002, s. 278
- M. Maléřová: Eduard Petiška vypravuje: (převyprávění a adaptace pověstí a bájí) 2005
- I. Matkovská: Petiškovo zpracování pověstí v knize Čtení o hradech pro mládež 2005
- L. Vykypělová: Pohádkový dědeček od Eduarda Petišky in Úprava knížky pro sluchově postižené 2006
- J. Bláhová: Funkce jazykových prostředků v literatuře pro děti Eduarda Petišky 2007
- J. Holíková: Eduard Petiška in Problematika násilí v dětské literatuře 2009
- J. Zradička: Jak krtek k panu Petiškovi přišel Městské listy Oficiální noviny Brandýsa nad Labem – Staré Boleslavi. s. 17. červen 2012
- Autor: lid. Před 25 lety zemřel Eduard Petiška Lidové noviny 13. 6. 2012
- I. Fencl: OSOBNOST: Eduard Petiška by oslavil devadesát. Lidové noviny. Neviditelný pes. 14. 5. 2014
- Eduard Petiška. 20. 7. 2014. aktualne.cz
- Režisér Cirkusu Bukowsky Jan Pachl natáčí o lásce podle Eduarda Petišky
- Blanka Kovaříková. Příběh slavné rodiny Petišků. Vlasta 45/2014
- Z. Vavrušková. (2015). Biblické příběhy ve zpracování Eduarda Petišky (Doctoral dissertation, Masarykova univerzita, Filozofická fakulta)
- Gender v povinné literatuře – Staré řecké báje a pověsti: genderová analýza díla

#### Rozhovory
- F. Buriánek, Impuls 1967, s. 434
- Ondřej Neff, ZM 1985, s. 282

#### K životním jubileím
- J. Voráček, LM 1979, č. 5; Z. Heřman, Tvar 1994, č. 9
- O. Chaloupka, ZM 1987, s. 406
- V. Píša, LM 1987, s. 134

#### Film
- Nejkrásnější vzpomínky Eduard Petiška (volně ke zhlédnutí zde).